# 41.ª División (Ejército Popular de la República)
La 41.ª División fue una de las divisiones del Ejército Popular de la República que se organizaron durante la guerra civil española sobre la base de las Brigadas Mixtas. Tomó parte en las batallas Teruel, Alfambra y Levante.

## Historial
La unidad fue en abril de 1937, en el frente de Teruel. Quedó formada por las brigadas 57.ª, 58.ª y 83.ª. La división inicialmente quedó adscrita al «Ejército de operaciones de Teruel», pasando con posterioridad al XIII Cuerpo de Ejército. La 41.ª División, agregada al XIX Cuerpo de Ejército, estuvo presente durante la batalla de Teruel.
De cara a la ofensiva franquista en el frente de Levante la división fue agregada al llamado «Cuerpo de Ejército de la Costa», defendiendo el sector costero; más adelante se integraría en el XXII Cuerpo de Ejército. En junio la 41.ª División se encontraba situada a la altura de Castellón de la Plana, población que perdió el 14 de junio. Posteriormente la unidad pasaría a la reserva en la comarca de Sagunto-Almenara, siendo sometida a un proceso de reorganización.
Algún tiempo después sería enviada como refuerzo al frente de Extremadura, en respuesta a la ofensiva franquista en este sector. Durante los combates que se sucedieron la unidad quedó muy quebrantada, debiendo ser sometida a una profunda reorganización. La unidad quedó asignada al VII Cuerpo de Ejército.

## Mandos
Comandantes
- teniente coronel Manuel Eixea Vilar;[11]
- comandante de infantería Luis Menéndez Maseras;
- mayor de milicias Antonio Cortina Pascual;[12]
- mayor de milicias Damián Fernández Calderón;[13]

Comisarios
- Marcos García Callejo, de la CNT;[14]
- Félix Navarro Serrano, del PCE;[15]
- Germán Clemente de la Cruz;

Jefes de Estado Mayor
- comandante de infantería Agustín Fuster Picó;
- mayor de milicias José Rodríguez Pérez;
- capitán de infantería Manuel Farra Cerdán;

## Orden de batalla
| Fecha               | Cuerpo de Ejército adscrito    | Brigadas Mixtas integradas | Frente de batalla |
| ------------------- | ------------------------------ | -------------------------- | ----------------- |
| Abril-mayo de 1937  | —                              | 57.ª, 58.ª y 83.ª          | Teruel            |
| Diciembre de 1937   | XIX Cuerpo de Ejército         | 57.ª, 58.ª y 97.ª          | Teruel            |
| 30 de abril de 1938 | Cuerpo de Ejército de la Costa | 57.ª, 58.ª y 83.ª          | Levante           |
| Agosto de 1938      | VII Cuerpo de Ejército         | 4.ª, 81.ª y 193.ª          | Extremadura       |
| Diciembre de 1938   | VII Cuerpo de Ejército         | 81.ª, 91.ª y 193.ª         | Extremadura       |